# Emile Griffith
Emile Alphonse Griffith (Saint Thomas, 3 de febrero de 1938 — Hempstead, 23 de julio de 2013), conocido como Emile Griffith, fue un boxeador profesional estadounidense que ganó los campeonatos mundiales tanto en la categoría wélter como en la mediana. Fue el primer boxeador de las Islas Vírgenes de los Estados Unidos en convertirse en campeón mundial.

## Carrera

### Amateur
En su juventud, Griffith nunca soñó con convertirse en boxeador y fue descubierto por casualidad. Siendo adolescente, trabajaba en una fábrica de sombreros cuando en un caluroso día le pidió al dueño de la fábrica trabajar sin camisa. Cuando el propietario, un exboxeador amateur, se dio cuenta de la musculatura de Griffith lo envió al gimnasio de Gil Clancy.
Griffith ganó en 1958 el New York Golden Gloves en el campeonato de la categoría de 147 libras derrotando a Osvaldo Marcano en la final para ganar el campeonato.

### Profesional
Griffith se hizo profesional en 1958 y luchó a menudo en Nueva York.
Griffith alcanzó el título del peso wélter en el combate contra el cubano Benny Paret por KO en el 13.º. asalto el 1 de abril de 1961. Seis meses después Griffith perdía el título en una decisión ajustada. Griffith volvió a ganar a Paret el 24 de marzo de 1962 en un controvertido combate, en el que el boxeador cubano terminó perdiendo la vida a causa del castigo recibido.
Griffith libró una clásica serie de tres peleas con Luis Rodríguez, perdiendo la primera y ganando las otras dos. Derrotó al contendiente de peso medio Holly Mims pero fue noqueado en un asalto por Rubin "Hurricane" Carter. Tres años más tarde, el 3 de febrero de 1966, se enfrentó al campeón de peso medio Dick Tiger y ganó por decisión del jurado tras diez asaltos. También perdió, recuperó y luego perdió la corona de peso medio en tres peleas clásicas con Nino Benvenuti.
Sin embargo, muchos aficionados al boxeo creían que nunca volvió a ser el mismo boxeador tras la muerte de Paret. Desde el combate con Paret hasta su jubilación en 1977, Griffith peleó 80 en combates, pero solo anotó doce KO. Más tarde admitió que era más precavido en los golpes que propinaba a sus oponentes y confiaba más en su habilidad técnica, porque estaba aterrorizado de volver a matar a otra persona en el ring. Al igual que tantos otros luchadores, Griffith siguió luchando pasado su mejor momento. Ganó sólo 9 de sus últimas 23 peleas.
Otros boxeadores con los que peleó a lo largo de su carrera fueron el campeón mundial estadounidense Denny Moyer, el argentino Carlos Monzón, el nigeriano Dick Tiger, el mexicano José Nápoles y en su último intento por el título, el alemán Eckhard Dagge. Después de 18 años como boxeador profesional, Griffith se retiró con un récord de 85 victorias (25 por KO), 24 derrotas y 2 empates.

#### Benny Paret
El tercer combate entre Griffith y Benny Paret tuvo lugar el 24 de marzo de 1962 en el Madison Square Garden y fue televisado por la cadena ABC. En el sexto asalto Paret casi noqueó a Griffith con una combinación de golpes, pero Griffith fue salvado por la campana. En el asalto 12 Griffith puso a Paret contra las cuerdas y lo dejó inconsciente; el árbitro Ruby Goldstein detuvo el combate. Paret no recobró la consciencia y murió diez días después.  
Sports Illustrated informó en un reportaje el 18 de abril de 2005, que el motivo de la violenta reacción de Griffith fue la rabia que le produjo un insulto homófobo que Paret le dijo durante el pesaje antes el combate. Paret llamó a Griffith "maricón" en español. El artículo señalaba que habría sido un suicidio profesional para un deportista o cualquier otra celebridad durante la década de 1960 admitir que era gay.

## Vida personal
En 1977, dos meses después de haberse conocido, Griffith se casó con Mercedes (Sadie) Donastrog, que era miembro de un conjunto de baile, Prince Rupert and the Slave Girls at the time. Griffith adoptó a la hija de Donastorg. El matrimonio duró solo unos meses.
En 1992, Griffith fue gravemente golpeado y casi muere en una calle de Nueva York, tras salir de un bar gay cerca de Port Authority Bus Terminal. Estuvo en el hospital durante cuatro meses. No se sabe con exactitud si la agresión fue motivada por la homofobia.
En 2005, Griffith declaró a Sports Illustrated: "Me gustan tanto los hombres como las mujeres. Pero no me gusta la palabra homosexual, gay o maricón. No sé lo que soy. Amo por igual a hombres y a mujeres, pero si me preguntas cuál es mejor... me gustan las mujeres."  Más tarde, en 2008, se publicó su biografía Nine...Ten... And Out! The Two Worlds of Emile Griffith, escrita por Ron Ross, en la que declara: "Sigo preguntándome lo extraño que es todo esto. Mato a un hombre y la mayoría lo entiende y me perdona. Sin embargo, amo a un hombre y esa misma gente lo considera un pecado imperdonable. Aunque nunca fui a la cárcel, he estado en prisión casi toda mi vida".
En sus últimos años de vida, Griffith recibía cuidados permanentes debido a la encefalopatía del púgil.
Falleció el 23 de julio de 2013, a los 75 años.

## En los medios
- En enero de 2005, los cineastas Dan Klores y Ron Berger presentaron su documental Ring Of Fire: The Emile Griffith Story en el Sundance Film Festival en Utah.

- El combate de Griffith contra Rubin Carter del 20 de diciembre de 1963 (que Griffith perdió) es descrito en la escena que abre la película The Hurricane. Griffith es interpretado por el exboxeador Terry Claybon, mientras que el actor Denzel Washington hace de Carter.

- En mayo de 2012 se anunció que el trompetista Terence Blanchard y el dramaturgo Michael Cristofer trabajan en una ópera titulada Champion basada en la vida de Griffith, que sería estrenada en la Opera Theatre of St. Louis en junio de 2013.

## Marcas profesionales
| 85 Ganadas (23 nocaut), 24 Derrotas (2 nocaut), 2 Empates, 1 Sin decisión |         |                       |      |               |            |                                                           |                                                                                                 |
| Res.                                                                      | Record  | Rival                 | Tipo | Rd., Tiempo   | Día        | Lugar                                                     | Notas                                                                                           |
| Derrota                                                                   | 85-24-2 | Alan Minter           | PTS  | 10            | 1977-07-30 | Stade Louis II, Monte Carlo                               |                                                                                                 |
| Derrota                                                                   | 85-23-2 | Mayfield Pennington   | SD   | 10            | 1977-07-16 | Commonwealth Convention Center, Louisville, Kentucky      |                                                                                                 |
| Derrota                                                                   | 85-22-2 | Joel Bonnetaz         | PTS  | 10            | 1977-04-15 | Perigueux, Dordogne                                       |                                                                                                 |
| Victoria                                                                  | 85-21-2 | Christy Elliott       | MD   | 10            | 1977-02-02 | Madison Square Garden, New York, New York                 |                                                                                                 |
| Victoria                                                                  | 84-21-2 | Frank Reiche          | TKO  | 10 (10)       | 1976-12-04 | Ernst Merck Halle, Hamburg                                |                                                                                                 |
| Victoria                                                                  | 83-21-2 | Dino Del Cid          | TKO  | 4 (10)        | 1976-10-24 | Cartagena                                                 |                                                                                                 |
| Derrota                                                                   | 82-21-2 | Eckhard Dagge         | MD   | 15            | 1976-09-18 | Deutschlandhalle, Charlottenburg, Berlín                  | Pelea por título mundial CMB peso mediano.                                                      |
| Empate                                                                    | 82-20-2 | Bennie Briscoe        | PTS  | 10            | 1976-06-26 | Stade Louis II, Monte Carlo                               |                                                                                                 |
| Derrota                                                                   | 82-20-1 | Loucif Hamani         | PTS  | 10            | 1976-02-09 | París, Île-de-France                                      |                                                                                                 |
| Victoria                                                                  | 82-19-1 | José Roberto Chirino  | UD   | 10            | 1975-11-07 | Coliseum Theatre, Latham, New York                        |                                                                                                 |
| Derrota                                                                   | 81-19-1 | Elijah Makathini      | PTS  | 10            | 1975-08-09 | Orlando Stadium, Soweto, Gauteng                          |                                                                                                 |
| Victoria                                                                  | 81-18-1 | Leo Sáenz             | UD   | 10            | 1975-07-23 | Capitol Centre, Largo, Maryland                           |                                                                                                 |
| Derrota                                                                   | 81-18-1 | José Luis Durán       | UD   | 10            | 1975-05-31 | Coliseo El Pueblo, Cali                                   |                                                                                                 |
| Victoria                                                                  | 80-17-1 | Donato Paduano        | UD   | 10            | 1974-12-10 | Montreal Forum, Montreal, Quebec                          |                                                                                                 |
| Derrota                                                                   | 79-17-1 | Vito Antuofermo       | UD   | 10            | 1974-11-22 | Madison Square Garden, Nueva York, New York               |                                                                                                 |
| Victoria                                                                  | 79-16-1 | Bennie Briscoe        | MD   | 10            | 1974-10-09 | The Spectrum, Filadelfia, Pensilvania                     |                                                                                                 |
| Victoria                                                                  | 78-16-1 | Renato García         | PTS  | 10            | 1974-05-25 | Stade Louis II, Monte Carlo                               |                                                                                                 |
| Derrota                                                                   | 77-16-1 | Tony Licata           | UD   | 12            | 1974-02-05 | Boston Arena, Boston, Massachusetts                       | Pelea por título NABF peso mediano.                                                             |
| Derrota                                                                   | 77-15-1 | Tony Mundine          | UD   | 12            | 1973-11-19 | Palais des Sports, París, Île-de-France                   |                                                                                                 |
| Victoria                                                                  | 77-14-1 | Manuel González       | MD   | 10            | 1973-11-01 | Curtis Hixon Hall, Tampa, Florida                         |                                                                                                 |
| Derrota                                                                   | 76-14-1 | Carlos Monzón         | UD   | 15            | 1973-06-02 | Stade Louis II, Monte Carlo                               | Pelea por títulos mundiales CMB y AMB peso mediano.                                             |
| Empate                                                                    | 76-13-1 | Nessim Max Cohen      | PTS  | 10            | 1973-03-12 | Palais des Sports, París, Île-de-France                   |                                                                                                 |
| Derrota                                                                   | 76-13   | Jean-Claude Bouttier  | DQ   | 7 (10)        | 1972-12-18 | París, Île-de-France                                      |                                                                                                 |
| Victoria                                                                  | 76-12   | Joe DeNucci           | SD   | 12            | 1972-10-11 | Boston Garden, Boston, Massachusetts                      |                                                                                                 |
| Victoria                                                                  | 75-12   | Joe DeNucci           | SD   | 10            | 1972-09-16 | Hynes Auditorium, Boston, Massachusetts                   |                                                                                                 |
| Victoria                                                                  | 74-12   | Ernie Lopez           | UD   | 10            | 1972-03-30 | Olympic Auditorium, Los Ángeles, California               |                                                                                                 |
| Victoria                                                                  | 73-12   | Jacques Kechichian    | PTS  | 10            | 1972-02-21 | París, Île-de-France                                      |                                                                                                 |
| Victoria                                                                  | 72-12   | Armando Muñíz         | UD   | 10            | 1972-01-31 | Anaheim Convention Center, Anaheim, California            |                                                                                                 |
| Victoria                                                                  | 71-12   | Danny McAloon         | UD   | 10            | 1971-12-10 | Madison Square Garden, New York, New York                 |                                                                                                 |
| Derrota                                                                   | 70-12   | Carlos Monzón         | TKO  | 14 (15), 2:32 | 1971-09-25 | Estadio Luna Park, Buenos Aires, Distrito Federal         | Pelea por títulos mundiales CMB y AMB peso mediano.                                             |
| Victoria                                                                  | 70-11   | Nessim Max Cohen      | UD   | 10            | 1971-07-26 | Madison Square Garden, New York, New York                 |                                                                                                 |
| Victoria                                                                  | 69-11   | Ernie Lopez           | MD   | 10            | 1971-05-03 | Nevada Sports Palace, Las Vegas, Nevada                   |                                                                                                 |
| Victoria                                                                  | 68-11   | Rafael Gutiérrez      | UD   | 10            | 1971-03-23 | San Francisco Civic Auditorium, San Francisco, California |                                                                                                 |
| Victoria                                                                  | 67-11   | Juan Ramos            | TKO  | 7 (10)        | 1971-03-05 | Lionel Roberts Stadium, Saint Thomas                      |                                                                                                 |
| Victoria                                                                  | 66-11   | Nate Collins          | UD   | 10            | 1970-11-10 | Cow Palace, San Francisco, California                     |                                                                                                 |
| Victoria                                                                  | 65-11   | Danny Perez           | UD   | 12            | 1970-10-17 | Lionel Roberts Stadium, Saint Thomas                      |                                                                                                 |
| Victoria                                                                  | 64-11   | Dick Tiger            | UD   | 10            | 1970-07-15 | Madison Square Garden, New York, New York                 |                                                                                                 |
| Victoria                                                                  | 63-11   | Tom Bogs              | PTS  | 10            | 1970-06-04 | Valby-Hallen, Copenhague                                  |                                                                                                 |
| Victoria                                                                  | 62-11   | Carlos Marks          | UD   | 12            | 1970-03-11 | Madison Square Garden, New York, New York                 |                                                                                                 |
| Victoria                                                                  | 61-11   | Doyle Baird           | UD   | 10            | 1970-01-28 | Cleveland Arena, Cleveland, Ohio                          |                                                                                                 |
| Derrota                                                                   | 60-11   | José Nápoles          | UD   | 15            | 1969-10-17 | Inglewood Forum, Inglewood, California                    | Pelea por títulos mundiales CMB y AMB peso wélter.                                              |
| Victoria                                                                  | 60-10   | Art Hernandez         | SD   | 10            | 1969-08-15 | Sioux Falls Arena, Sioux Falls, Dakota del Sur            |                                                                                                 |
| Victoria                                                                  | 59-10   | Dick DiVeronica       | TKO  | 7 (10), 1:28  | 1969-07-11 | Blue Cross Arena, Syracuse, New York                      |                                                                                                 |
| Victoria                                                                  | 58-10   | Stanley Hayward       | UD   | 12            | 1969-05-12 | Madison Square Garden, New York, New York                 |                                                                                                 |
| Victoria                                                                  | 57-10   | Andy Heilman          | UD   | 10            | 1969-02-03 | Madison Square Garden, New York, New York                 |                                                                                                 |
| Derrota                                                                   | 56-10   | Stanley Hayward       | SD   | 10            | 1968-10-29 | The Spectrum, Filadelfia, Pensilvania                     |                                                                                                 |
| Victoria                                                                  | 56-9    | Gypsy Joe Harris      | UD   | 12            | 1968-08-06 | The Spectrum, Filadelfia, Pensilvania                     |                                                                                                 |
| Victoria                                                                  | 55-9    | Andy Heilman          | MD   | 12            | 1968-06-11 | Oakland Arena, Oakland, California                        |                                                                                                 |
| Derrota                                                                   | 54-9    | Nino Benvenuti        | UD   | 15            | 1968-03-04 | Madison Square Garden, New York, New York                 | Pierde títulos mundiales The Ring, CMB y AMB peso mediano.                                      |
| Victoria                                                                  | 54-8    | Remo Golfarini        | TKO  | 6 (10)        | 1967-12-15 | Palazzo Dello Sport, Roma, Lacio                          | Retiene título The Ring peso mediano.                                                           |
| Victoria                                                                  | 53-8    | Nino Benvenuti        | MD   | 15            | 1967-09-29 | Shea Stadium, Queens, New York                            | Gana títulos mundiales The Ring, CMB y AMB peso mediano.                                        |
| Derrota                                                                   | 52-8    | Nino Benvenuti        | UD   | 15            | 1967-04-17 | Madison Square Garden, New York, New York                 | Pierde títulos mundiales The Ring, CMB y AMB peso mediano. The Ring "Fight of the Year" (1967). |
| Victoria                                                                  | 52-7    | Joey Archer           | UD   | 15            | 1967-01-23 | Madison Square Garden, New York, New York                 | Retiene títulos mundiales The Ring, CMB y AMB peso mediano.                                     |
| Victoria                                                                  | 51-7    | Joey Archer           | MD   | 15            | 1966-07-13 | Madison Square Garden, New York, New York                 | Retiene títulos mundiales The Ring, CMB y AMB peso mediano.                                     |
| Victoria                                                                  | 50-7    | Dick Tiger            | UD   | 15            | 1966-04-25 | Madison Square Garden, New York, New York                 | Gana títulos mundiales The Ring, CMB y AMB peso mediano.                                        |
| Victoria                                                                  | 49-7    | Johnny Brooks         | UD   | 10            | 1966-02-03 | Las Vegas Convention Center, Las Vegas, Nevada            |                                                                                                 |
| Victoria                                                                  | 48-7    | Manuel González       | UD   | 15            | 1965-12-10 | Madison Square Garden, New York, New York                 | Retiene títulos mundiales The Ring, CMB y AMB peso wélter.                                      |
| Victoria                                                                  | 47-7    | Harry Scott           | RTD  | 7 (10)        | 1965-10-04 | Royal Albert Hall, Kensington, London                     |                                                                                                 |
| Victoria                                                                  | 46-7    | Gabe Terronez         | TKO  | 4 (10), 2:45  | 1965-09-14 | Kearney Bowl, Fresno, California                          |                                                                                                 |
| Derrota                                                                   | 45-7    | Don Fullmer           | UD   | 12            | 1965-08-19 | Fairgrounds Coliseum, Salt Lake City, Utah                |                                                                                                 |
| Victoria                                                                  | 45-6    | Eddie Pace            | UD   | 10            | 1965-06-14 | Hawaii International Center, Honolulu, Hawái              |                                                                                                 |
| Victoria                                                                  | 44-6    | Jose Stable           | UD   | 15            | 1965-03-30 | Madison Square Garden, New York, New York                 | Retiene títulos mundiales The Ring, CMB y AMB peso wélter.                                      |
| Derrota                                                                   | 43-6    | Manuel González       | SD   | 10            | 1965-01-26 | Houston, Texas                                            |                                                                                                 |
| Victoria                                                                  | 43-5    | Dave Charnley         | TKO  | 9 (10), 1:56  | 1964-12-01 | Empire Pool, Wembley, London                              | Retiene título mundial The Ring peso wélter.                                                    |
| Victoria                                                                  | 42-5    | Brian Curvis          | UD   | 15            | 1964-09-22 | Empire Pool, Wembley, London                              | Retiene títulos mundiales The Ring, CMB y AMB peso wélter.                                      |
| Victoria                                                                  | 41-5    | Luis Manuel Rodríguez | SD   | 15            | 1964-06-12 | Las Vegas Convention Center, Las Vegas, Nevada            | Retiene títulos mundiales The Ring, CMB y AMB peso wélter.                                      |
| Victoria                                                                  | 40-5    | Stan Harrington       | KO   | 4 (10)        | 1964-04-14 | Hawaii International Center, Honolulu, Hawái              | Retiene título mundial The Ring peso wélter.                                                    |
| NC                                                                        | 39-5    | Juan Carlo Duran      | NC   | 7 (10)        | 1964-03-11 | Sports Palace, Roma, Lacio                                |                                                                                                 |
| Victoria                                                                  | 39-5    | Ralph Dupas           | KO   | 3 (12)        | 1964-02-10 | Sydney Stadium, Sydney, New South Wales                   |                                                                                                 |
| Derrota                                                                   | 38-5    | Rubin Carter          | TKO  | 1 (10), 2:13  | 1963-12-20 | Civic Arena, Pittsburgh, Pensilvania                      |                                                                                                 |
| Victoria                                                                  | 38-4    | José Monon González   | MD   | 10            | 1963-10-05 | Hiram Bithorn Stadium, San Juan, Puerto Rico              |                                                                                                 |
| Victoria                                                                  | 37-4    | Holly Mims            | UD   | 10            | 1963-08-10 | Convention Center, Saratoga Springs, New York             |                                                                                                 |
| Victoria                                                                  | 36-4    | Luis Manuel Rodríguez | SD   | 15            | 1963-06-08 | Madison Square Garden, New York, New York                 | Gana títulos mundiales The Ring, CMB y AMB peso wélter.                                         |
| Derrota                                                                   | 35-4    | Luis Manuel Rodríguez | UD   | 15            | 1963-03-21 | Dodger Stadium, Los Ángeles, California                   | Pierde títulos mundiales The Ring, CMB y AMB peso wélter.                                       |
| Victoria                                                                  | 35-3    | Christian Christensen | TKO  | 9 (15)        | 1963-02-03 | Forum Copenhagen, Copenhague                              |                                                                                                 |
| Victoria                                                                  | 34-3    | Jorge Fernández       | TKO  | 9 (15)        | 1962-12-08 | Las Vegas Convention Center, Las Vegas, Nevada            | Retiene títulos mundiales The Ring, CMB y AMB peso wélter.                                      |
| Victoria                                                                  | 33-3    | Ted Wright            | PTS  | 15            | 1962-10-17 | Stadthalle, Vienna                                        |                                                                                                 |
| Victoria                                                                  | 32-3    | Don Fullmer           | UD   | 10            | 1962-10-06 | Madison Square Garden, New York, New York                 |                                                                                                 |
| Victoria                                                                  | 31-3    | Denny Moyer           | SD   | 10            | 1962-08-18 | Sports Arena, Tacoma, Washington                          |                                                                                                 |
| Victoria                                                                  | 30-3    | Ralph Dupas           | UD   | 15            | 1962-07-13 | Las Vegas Convention Center, Las Vegas, Nevada            | Retiene títulos The Ring y World Welterweight peso wélter.                                      |
| Victoria                                                                  | 29-3    | Benny Paret           | TKO  | 12 (15), 2:09 | 1962-03-24 | Madison Square Garden, New York, New York                 | Gana títulos The Ring y World Welterweight peso wélter.                                         |
| Victoria                                                                  | 28-3    | Johnny Torres         | UD   | 10            | 1962-02-03 | Lionel Roberts Stadium, Saint Thomas                      |                                                                                                 |
| Victoria                                                                  | 27-3    | Isaac Logart          | MD   | 10            | 1961-12-23 | St. Nicholas Arena, New York, New York                    |                                                                                                 |
| Victoria                                                                  | 26-3    | Stanford Bulla        | KO   | 4 (10)        | 1961-11-04 | Hamilton                                                  |                                                                                                 |
| Derrota                                                                   | 25-3    | Benny Paret           | SD   | 15            | 1961-09-30 | Madison Square Garden, New York, New York                 | Pierde títulos The Ring y World Welterweight peso wélter.                                       |
| Victoria                                                                  | 25-2    | Yama Bahama           | UD   | 10            | 1961-07-29 | Madison Square Garden, New York, New York                 |                                                                                                 |
| Victoria                                                                  | 24-2    | Gaspar Ortega         | TKO  | 12 (15), 0:48 | 1961-06-03 | Olympic Auditorium, Los Ángeles, California               | Retiene títulos The Ring y World Welterweight peso wélter.                                      |
| Victoria                                                                  | 23-2    | Benny Paret           | KO   | 13 (15), 1:11 | 1961-04-01 | Miami Beach Convention Hall, Miami Beach, Florida         | Gana títulos The Ring y World Welterweight peso wélter.                                         |
| Victoria                                                                  | 22-2    | Luis Manuel Rodríguez | SD   | 10            | 1960-12-17 | Madison Square Garden, New York, New York                 |                                                                                                 |
| Victoria                                                                  | 21-2    | Willie Toweel         | TKO  | 8 (10), 3:00  | 1960-10-22 | Madison Square Garden, New York, New York                 |                                                                                                 |
| Victoria                                                                  | 20-2    | Florentino Fernández  | UD   | 10            | 1960-08-25 | Madison Square Garden, New York, New York                 |                                                                                                 |
| Victoria                                                                  | 19-2    | Jorge Fernández       | UD   | 10            | 1960-07-25 | Madison Square Garden, New York, New York                 |                                                                                                 |
| Victoria                                                                  | 18-2    | Jorge Fernández       | SD   | 10            | 1960-06-03 | St. Nicholas Arena, New York, New York                    |                                                                                                 |
| Derrota                                                                   | 17-2    | Denny Moyer           | SD   | 10            | 1960-04-26 | Pacific Livestock Pavilion, Portland, Oregón              |                                                                                                 |
| Victoria                                                                  | 17-1    | Denny Moyer           | SD   | 10            | 1960-03-11 | Madison Square Garden, New York, New York                 |                                                                                                 |
| Victoria                                                                  | 16-1    | Gaspar Ortega         | SD   | 10            | 1960-02-12 | Madison Square Garden, New York, New York                 |                                                                                                 |
| Victoria                                                                  | 15-1    | Roberto Pena          | UD   | 10            | 1960-01-08 | Madison Square Garden, New York, New York                 |                                                                                                 |
| Victoria                                                                  | 14-1    | Ray Lancaster         | UD   | 10            | 1960-01-08 | Academy of Music, New York, New York                      |                                                                                                 |
| Derrota                                                                   | 13-1    | Randy Sandy           | SD   | 10            | 1959-10-26 | Academy of Music, New York, New York                      |                                                                                                 |
| Victoria                                                                  | 13-0    | Kid Fichique          | UD   | 10            | 1959-08-07 | Madison Square Garden, New York, New York                 |                                                                                                 |
| Victoria                                                                  | 12-0    | Willie Stevenson      | UD   | 10            | 1959-05-25 | St. Nicholas Arena, New York, New York                    |                                                                                                 |
| Victoria                                                                  | 11-0    | Mel Barker            | UD   | 10            | 1959-04-27 | St. Nicholas Arena, New York, New York                    |                                                                                                 |
| Victoria                                                                  | 10-0    | Bobby Shell           | UD   | 10            | 1959-03-23 | St. Nicholas Arena, New York, New York                    |                                                                                                 |
| Victoria                                                                  | 9-0     | Barry Allison         | TKO  | 5 (10), 2:44  | 1959-02-23 | St. Nicholas Arena, New York, New York                    |                                                                                                 |
| Victoria                                                                  | 8-0     | Willie Joe Johnson    | TKO  | 5 (6)         | 1959-02-09 | St. Nicholas Arena, New York, New York                    |                                                                                                 |
| Victoria                                                                  | 7-0     | Gaylord Barnes        | TKO  | 5 (6)         | 1959-01-26 | St. Nicholas Arena, New York, New York                    |                                                                                                 |
| Victoria                                                                  | 6-0     | Larry Jones           | KO   | 5 (6)         | 1958-12-15 | St. Nicholas Arena, New York, New York                    |                                                                                                 |
| Victoria                                                                  | 5-0     | Sergio Ríos           | KO   | 3 (6)         | 1958-11-17 | St. Nicholas Arena, New York, New York                    |                                                                                                 |
| Victoria                                                                  | 4-0     | Artie Cunningham      | PTS  | 6 (6)         | 1958-10-06 | St. Nicholas Arena, New York, New York                    |                                                                                                 |
| Victoria                                                                  | 3-0     | Tommy Leaks           | PTS  | 4 (4)         | 1958-07-21 | St. Nicholas Arena, New York, New York                    |                                                                                                 |
| Victoria                                                                  | 2-0     | Bruce Gibson          | PTS  | 4 (4)         | 1958-06-23 | St. Nicholas Arena, New York, New York                    |                                                                                                 |
| Victoria                                                                  | 1-0     | Joe Parham            | PTS  | 4 (4)         | 1958-06-02 | St. Nicholas Arena, New York, New York                    | Debut Profesional.                                                                              |